# Araceli Julián
Araceli Julián Tato (Ciudad de México, 29 de enero de 1929-Ciudad de México, 1993) fue una cantante y compositora mexicana.

## Biografía y carrera

### 1929-1938: primeros años
Araceli Julián Tato nació el 29 de enero de 1929 en Ciudad de México, siendo hija de Julio Julián Zumelaga y Araceli Tato de la Fuente Ortiz. Tuvo tres hermanos menores que nacieron en años posteriores, primero fue Elena Julián Tato en 1930, después Rosalía Julián Tato en 1931, y por último Julio Alejandro Julián Tato de la Fuente en 1935.

### 1938-1956: incursión musical
En 1938, tras recibir el apoyó de su tío Alfredo Tato y luego de concursar como cantante junto a sus hermanas Elena y Rosalía en el programa de radio de la XEW, La hora del calcetín eterno, las tres decidieron formar a «Las Hermanas Julián», un grupo musical de bebop, bolero, música tropical, rock and roll y swing. En 1941, contando con 12 años, Elena con 11 y Rosalía con 10, firmaron un contrato con XEW para cantar con la Orquesta de Juan García Esquivel. Este último la dirigió musicalmente en 1947, año en que ella y sus hermanas se unieron a Gustavo Rojo y Manolo Fábregas para formar «El quinteto moderno», agrupación que se desintegró al poco tiempo por los itinerarios laborales de sus miembros. También en 1947, ella y sus hermanas aparecieron brevemente en un acto musical de La última noche, una película de la Época de Oro del cine mexicano, estrenada en 1948.
Tiempo después, participó como cantante junto a sus hermanas en otros filmes como Negra consentida (1949) y El diablo no es tan diablo (1949), y tuvo una intervención en solitario en Ángeles de arrabal (1949). En 1949, beneficiándose del noviazgo entre su hermana Rosalía y el actor y comediante Germán Valdés «Tin Tan», el artista la integró a ella y a sus hermanas como cantantes en otras producciones y en algunas de sus cintas como, Pobre corazón (1950), La marca del zorrillo (1950), El desalmado (1950), La hija del ministro (1952), y Me traes de un ala (1953). En esta última se desempeñó como compositora para la banda sonora con el tema, «Be-bay». A la par, gracias a sus colaboraciones en conjunto, Araceli conoció al hermano de Germán en una carpa teatral, el también actor y comediante Ramón Valdés, de quien quien se hizo novia. Durante su romance, ella le enseñó a tocar la guitarra, y él a cocinar. 
En 1953, consiguió su único papel actoral en la película, La isla de las mujeres, y posteriormente volvió a la posición musical en El enmascarado de plata de 1954. En 1955, junto a sus hermanas publicó su único álbum conocido titulado, Hermanas Julián de Colección. El 9 de mayo de 1956, su hermana contrajo matrimonio con Germán Valdés, lo que provocó la separación de las hermanas Julián, debido a que Rosalía tomó la decisión de solo hacer apariciones artísticas esporádicamente.

### 1957-1988: vida y proyectos posteriores
Siguiendo los pasos de su hermana, el 12 de abril de 1957, se casó con Ramón Valdés. Con él procreó siete hijos, pero fallecieron dos, dos varones, uno en 1957 y el otro en 1971. Sus hijos sobrevivientes fueron cuatro niñas y un niño, Araceli Valdés Julián, Gabriela, Esteban, Carmen, y Selene. En 1958, decidió retirarse profesionalmente. El mismo año se estrenó Música de siempre, proyecto con el que marcó su última aparición cinematográfica, y también se lanzó el filme Se los chupó la bruja, en el que intervino como compositora de la banda sonora escribiendo la canción «El aparador», interpretada por Viruta y Capulina.
Tras varios años alejada del medio artístico, en 1976 volvió momentáneamente para aparecer en el programa de televisión La bella época, donde hizo algunas presentaciones musicales con sus hermanas. El 9 de agosto de 1988, su esposo Ramón falleció a los 63 años de edad por un paro cardiorrespiratorio no traumático, cáncer medular, y cáncer de próstata.

## Muerte
En 1993, Araceli falleció en Ciudad de México cerca de los 64 años de edad.

## Legado
En 2021, fue mencionada en el libro Con permisito dijo Monchito, una obra biográfica sobre su esposo Ramón, escrita por su hijo Esteban Valdés.

## Discografía

### Álbumes
| Año  | Título                       | Discográfica |
| 1955 | Hermanas Julián de Colección | De colección |

### Composiciones
| Año  | Título      | Ref.   |
| 1953 | Be-bay      | [ 6 ]  |
| 1958 | El aparador | [ 14 ] |

## Filmografía

### Banda sonora
| Año  | Título                | Se desempeñó cómo | Canción     |
| ---- | --------------------- | ----------------- | ----------- |
| 1953 | Me traes de un ala    | Compositora       | Be-bay      |
| 1958 | Se los chupó la bruja | Compositora       | El aparador |

### Cine
| Año  | Título                     | Papel                 | Notas                                  |
| ---- | -------------------------- | --------------------- | -------------------------------------- |
| 1948 | La última noche            | Cantante              | Acreditada como Trío Hermanitas Julián |
| 1949 | Negra consentida           | Cantante              | Acreditada como Hermanitas Julián      |
| 1949 | Ángeles de arrabal         | Cantante              | No acreditada                          |
| 1949 | El diablo no es tan diablo | Cantante              | Acreditada como Hermanas Julián        |
| 1950 | Pobre corazón              | Cantante              | No acreditada                          |
| 1950 | La marca del zorrillo      | Cantante              | No acreditada                          |
| 1950 | El desalmado               | Cantante              | No acreditada                          |
| 1952 | La hija del ministro       | Cantante              | No acreditada                          |
| 1953 | Me traes de un ala         | Cantante              | No acreditada                          |
| 1953 | La isla de las mujeres     | Maona                 | Acreditada como Hnas. Julián           |
| 1954 | El enmascarado de plata    | Cantante              | No acreditada                          |
| 1958 | Música de siempre          | Personaje desconocido |                                        |

### Televisión
| Año  | Título         | Papel      | Notas                                         |
| ---- | -------------- | ---------- | --------------------------------------------- |
| 1976 | La bella época | Ella misma | Presentaciones musicales junto a sus hermanas |